# Emilio Allué
Emilio Simeón Allué Carcasona, SDB (Huesca, España, 18 de febrero de 1935 - Boston, Estados Unidos, 26 de abril de 2020) fue un obispo católico español, afincado en Estados Unidos. Obispo auxiliar de la Arquidiócesis de Boston hasta su jubilación en 2010. 

## Vida y ministerio
Nacido en Huesca, España, el 18 de febrero de 1935, Emilio Allué hizo su profesión como salesiano en 1962 y asistió a Don Bosco College en Newton, Nueva Jersey. Luego prosiguió sus estudios en la Universidad Pontificia Salesiana de Roma, donde fue ordenado sacerdote el 22 de diciembre de 1966. 
Obtuvo una Licenciatura en Teología Sagrada de la Universidad Salesiana en 1967, y fue director del Seminario Salesiano en Goshen, Nueva York, de 1972 a 1975. Recibió un Ph.D. en la historia del cristianismo de la Universidad de Fordham en 1981, y más tarde fue vicario parroquial para el ministerio hispano en la Iglesia Mary Help of Christians en Nueva York.
El 24 de julio de 1996, el Papa Juan Pablo II designó a Allué Obispo Auxiliar de Boston y Obispo Titular de Croae. Recibió su consagración episcopal el 17 de septiembre siguiente del cardenal Bernard Francis Law, con el arzobispo Theodore McCarrick y el obispo Robert Banks como co-consensores. 
Como auxiliar, Allué fue obispo regional de la Región Pastoral Merrimack y vicario episcopal para el apostolado hispano.
En 2002, Allué fue nombrado en una demanda por abuso sexual alegando que ignoró las acusaciones creíbles de abuso por parte de sacerdotes durante su mandato en 1972 como director de un seminario juvenil en Goshen, Nueva York. Una acusación involucró sus esfuerzos para expulsar a un estudiante en lugar de enfrentar al presunto abusador.
Allué murió el 26 de abril de 2020 después de contraer COVID-19.